# Serguei Prokofiev
Serguei Sergueievitch Prokofiev (também conhecido pela transliteração anglófona Sergei Sergeievich Prokofiev, em russo: Серге́й Серге́евич Проко́фьев; Sontsovka, 23 de abril de 1891 – Moscovo, 5 de março de 1953) foi um compositor russo.
Um dos compositores mais celebrados do século XX, ele é mais conhecido por obras como o balé Romeu e Julieta, as óperas O Amor das Três Laranjas e Guerra e Paz, a composição infantil Pedro e o Lobo e duas trilhas sonoras para filmes de Sergei Eisenstein. Precoce, mostrou-se talentoso no piano e na composição. Prokofiev nasceu no Império Russo, viajou o mundo em turnês, e voltou à terra local, a então União Soviética. Em seus últimos anos, enfrentou dificuldades financeiras e de saúde. Junto com Shostakovitch, foi uma das figuras mais importantes da música soviética.

## Biografia
Prokofiev nasceu em 23 de abril de 1891 na vila rural de Sontsovka (actualmente é a localidade de Krasne, no Óblast de Donetsk), na Ucrânia, parte do Império Russo. Foi filho único, sua mãe era pianista e o pai era engenheiro agrónomo, e a família vivia com relativo desafogo económico.
Prokofiev demonstrou bem cedo invulgares dotes musicais. Aos nove anos, ele compôs sua primeira ópera, O Gigante, assim como uma abertura e outras peças. Em 1902, sua mãe conseguiu uma audiência com Sergei Taneyev, diretor do Conservatório de Moscou. Taneyev sugeriu que Prokofiev começasse a ouvir aulas de composição com Alexander Goldenweiser, que declinou, e Reinhold Glière. Glière visitou o jovem Prokofiev em Sontsovka duas vezes durante o verão para ensiná-lo. Paralelamente, Prokofiev aprendeu xadrez, uma paixão que se manteve por sua vida. Quando aprendeu a base teórica musical necessária, dedicou-se a experimentar, definindo o que seria o seu estilo musical.
Pouco tempo depois, ele sente que o isolamento de onde morava estava restringindo seu desenvolvimento musical. Apesar de seus pais não apoiarem a entrada de seu filho na carreira musical tão cedo, em 1904 ele se mudou para São Petersburgo e se inscreveu no Conservatório de São Petersburgo, após encorajamento de Alexander Glazunov. Entre seus professores estavam Rimsky-Korsakov, Liadov e Tcherepnin. Nesse momento, ele já havia composto mais duas óperas, e já estava trabalhando na quarta. Ele passou nos testes introdutórios e começou seus estudos de composição no mesmo ano. Sendo muito mais jovem que seus colegas de classe, era visto como excêntrico e arrogante, e ele frequentemente se mostrava insatisfeito com a educação, a qual ele considerava entediante. Entretanto, tornou-se amigo de Boris Asafiev e Nikolai Myaskovsky. Em 1908 ele estreou como pianista. No ano seguinte, gradou-se em composição, e continuou no conservatório para focar-se em piano e condução. Era visto como enfant terrible, uma imagem que ele próprio cultivava.
No ano seguinte, seu pai morreu, o que resultou no fim do seu suporte econômico. Mas ele já tinha certa reputação como compositor, apesar de causar escândalos frequentemente com seus trabalhos. Seus dois primeiros concertos para piano foram compostos nessa época, o que valeram-lhe má fama como músico contra a linha nacionalista russa. Fez sua primeira excursão fora da Rússia em 1913, viajando a Londres e depois a Paris, onde encontrou o Ballets Russes de Sergei Diaguilev. No ano seguinte, terminou o curso do Conservatório em São Petersburgo com as mais altas classificações, um prêmio Rubenstein, o que lhe rendeu um piano. Retornou a Londres, onde entrou em contato com Sergei Diaguilev e Igor Stravinsky. Durante a Primeira Guerra Mundial, retornou a academia, agora estudando órgão. Ele compôs a ópera O Jogador, com base na obra homónima de Fiodor Dostoievski, um estudo sobre obsessão. A estreia foi cancelada devido à Revolução Russa de 1917.

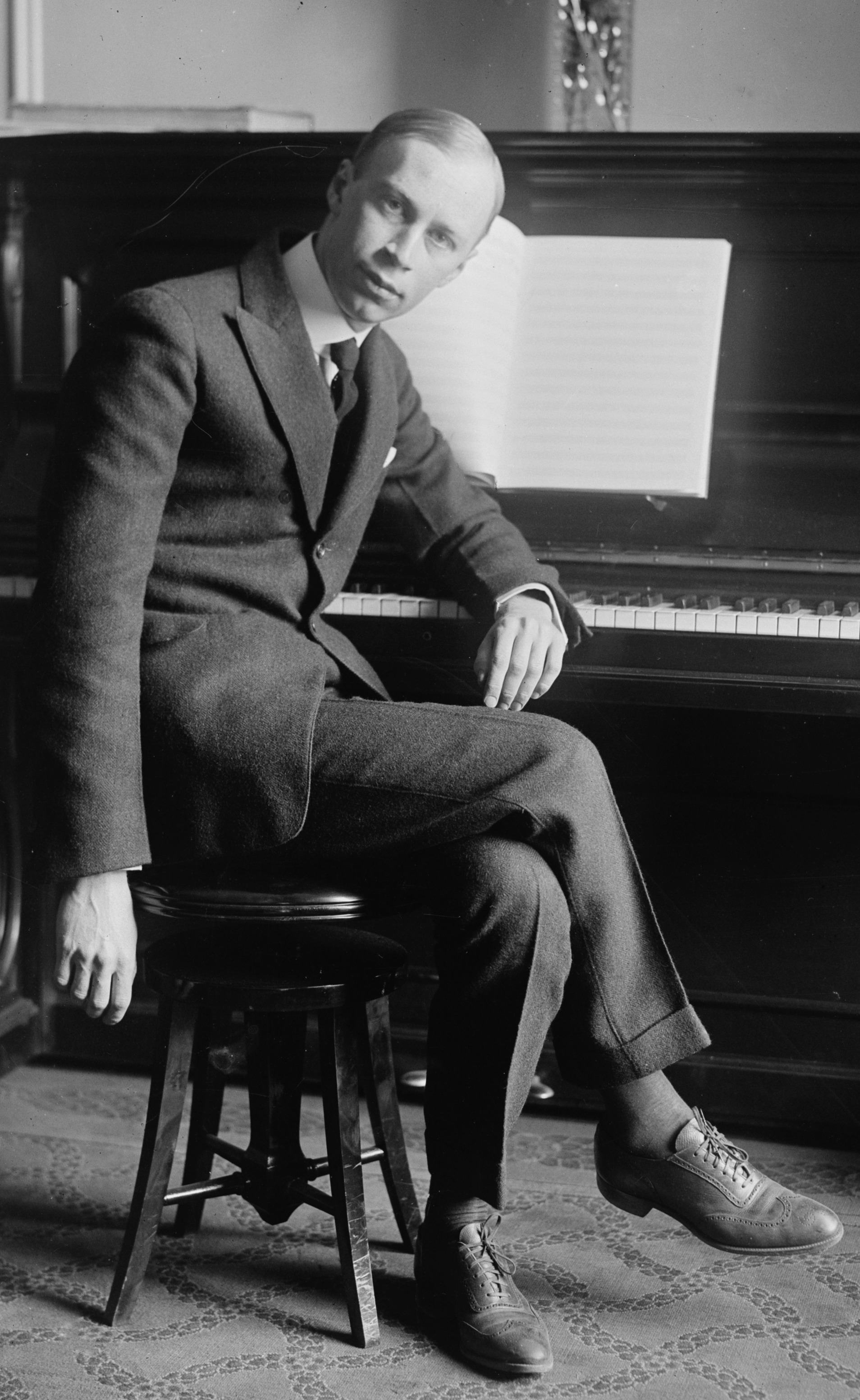
Prokofiev em 1918

No verão do mesmo ano compôs sua primeira sinfonia, a Sinfonia Clássica, desenvolvida ao estilo clássico em quatro andamentos. Após breve estadia com sua mãe em Kislovodsk, preocupado com a captura inimiga de Petrogrado (São Petersburgo), retornou em 1918. Ele estava determinado a deixar a Rússia, pelo menos temporariamente, percebendo nenhuma oportunidade para a música experimental. Em maio, mudou-se para os Estados Unidos, mas teve contato com bolcheviques como Anatoly Lunacharsky. Posteriormente, escreveu que o motivo era estritamente musical, e não uma oposição ao novo regime que seu país instalado.

### Vida no exterior
Prokofiev passou a viver em São Francisco, e ao chegar foi imediatamente comparado a outros exilados como Sergei Rachmaninoff. Ele começou bem em Nova Iorque, o que levou a diversas outras oportunidades. Entretanto, recebeu um contrato de produção de sua ópera O Amor das Três Laranjas, que teve sua estreia cancelada devido à doença e morte do diretor. Esse fato lhe custou a carreira solo nos Estados Unidos.
Com problemas financeiros, se mudou para Paris em abril de 1920, sem querer retornar à Rússia como um fracasso. Por lá, retomou contato com Diaghilev e Stravinsky, e retornou a trabalhos antigos e inacabados como o Concerto para Piano nº 3. Para Diaguilev, compôs os bailados Chout (O Bufão, 1921, op.21), e O Passo de Aço (1927, op.41), apoteose da industrialização que estava a produzir-se nesse momento na Rússia. No fim do ano, O Amor das Três Laranjas finalmente estreou em Chicago, sob desaprovação do compositor. Trabalhou na ópera O Anjo de Fogo, ópera mística tirada dum romance de Valeri Briussov, que só foi encenada na íntegra depois da morte do compositor.
Em março de 1922, se mudou com sua mãe para a cidade de Ettal, nos Alpes da Baviera por mais de um ano, a fim de se concentrar completamente nas composições. Nessa época, sua música repercutiu na Rússia, mas apesar de receber convites para retornar, permaneceu na Europa. Em 1923, se casou com a cantora espanhola Lina Llubera, antes de retornar a Paris. Por volta de 1927, recebeu comissão de Diaguilev e realizou diversas turnês pela União Soviética, com uma apresentação bem sucedida de O Amor das Três Laranjas em Leningrado. Duas óperas mais antigas também foram tocadas na Europa, e no ano seguinte Prokofiev produziu sua Terceira Sinfonia.
Em 1929, sofreu um acidente de carro em Domrémy e machucou suas mãos. O acidente o impediu de realizar turnê em Moscou; em contrapartida, ele teve a oportunidade de aproveitar a cena musical russa contemporânea. Após sua recuperação, ele tentou realizar turnê nos Estados Unidos novamente, e dessa vez foi calorosamente recebido, refletindo seu recente sucesso na Europa. No começo da década de 1930, ele começou a passar muito mais tempo na União Soviética, trabalhando cada vez mais por lá em favor de Paris. Uma das comissões foi Lieutenant Kije, trilha sonora de um filme russo. Outro exemplo foi o balé Romeu e Julieta, para o Balé Kirov em Leningrado, que estreou somente em 1938, em Brno. Atualmente, este é um dos trabalhos mais conhecidos de Prokofiev. Entretanto, teve diversos problemas de coreografia, e a estreia foi adiada por diversos anos.
Prokofiev foi solista da Orquestra Sinfônica de Londres, conduzida por Piero Coppola, na primeira gravação de seu terceiro concerto para piano, em junho de 1932. Ele também gravou alguns de seus trabalhos para piano em Paris em fevereiro de 1935. Em 1938, ele conduziu a Orquestra Filarmônica de Moscou na gravação da segunda suite de seu balé Romeu e Julieta. Outros países visitados em excursão durante seu período no exterior incluíram Itália, Alemanha, Canadá e Cuba.

### Retorno à União Soviética
Em 1935, Prokofiev voltou à União Soviética permanentemente; sua família voltou somente no ano seguinte. Na época, a política soviética referente a música havia mudado; uma agência havia sido criada para vigiar os artistas e suas criações. Limitando a influência externa, tais políticas gradualmente isolaram os compositores soviéticos do resto do mundo. Tentando se adaptar às novas circunstâncias, Prokofiev escreveu uma série de canções (Opp. 66, 79, 89), usando letras de poetas aprovados oficialmente pelo governo, além do oratório Zdravitsa (Op. 85), o que assegurou sua posição como um compositor soviético. Na mesma época, compôs para crianças, incluindo Pedro e o Lobo, para narrador e orquestra, uma obra realizada para agradar a Josef Stalin.
Em 1938, Prokofiev colaborou com o renomado cineasta russo Sergei Eisenstein no épico Alexander Nevsky. Apesar do filme ter baixa qualidade sonora, Prokofiev adaptou grande parte da obra numa cantata, que tem sido apresentada e gravada frequentemente. Em 1941, o compositor sofre o primeiro de uma série de ataques cardíacos, resultando numa piora gradual de saúde. Por causa da Segunda Guerra Mundial, ele foi periodicamente evacuado para o sul junto com outros artistas. Isso trouxe diversas consequências para sua família em Moscou, e seu relacionamento com a poetisa Mira Mendelson resultou na sua separação com a esposa Lina, apesar de não terem se divorciado. Mira já havia o ajudado em libretos.
A guerra inspirou Prokofiev a mais uma ópera, Guerra e Paz, com a qual ele trabalhou por dois anos, junto com mais uma trilha sonora para Sergei Eisenstein, dessa vez Ivan, o Terrível. Entretanto, o governo soviético revisou a ópera diversas vezes. Em 1944, Prokofiev se mudou para fora de Moscou, para compor sua quinta sinfonia (Op. 100) que tornou-se a mais popular delas. Pouco depois, sofreu concussão e nunca se recuperou. Por conta disso, sua produtividade diminuiu severamente nos anos seguintes.

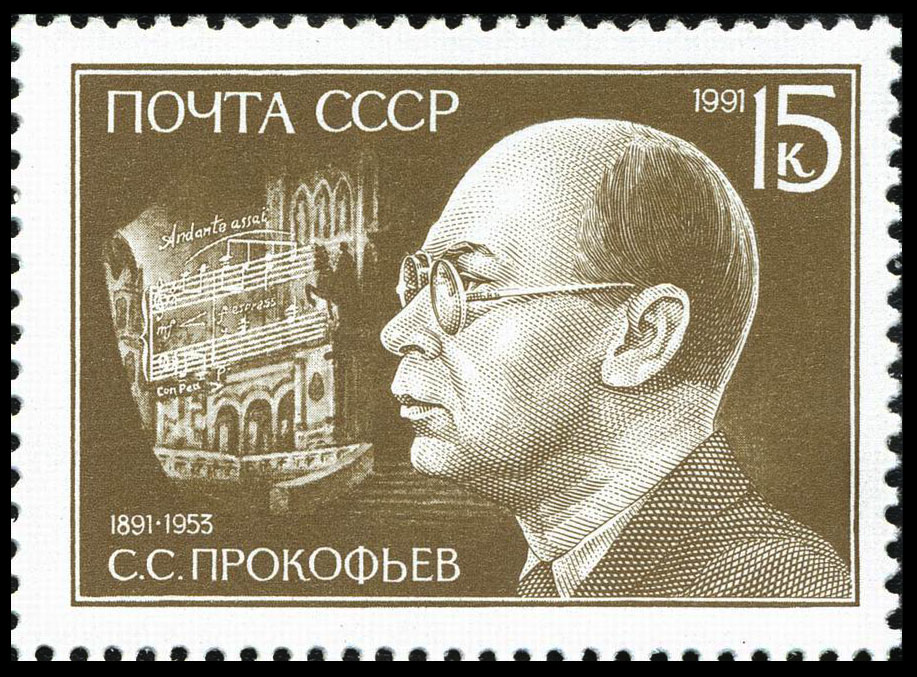
Selo marcando o centenário de Prokofiev em 1991

Após a guerra, o compositor ainda teve tempo para de escrever sua sexta sinfonia e sua nona sonata para piano, antes do Partido Soviético mudar de opinião sobre sua música. As atenções pós-guerra estavam voltadas novamente a assuntos internos, e o governo estava regulando novamente a atividade dos artistas locais. Em 10 de fevereiro de 1948, uma resolução do Partido Comunista condenou supostas tendências antidemocráticas na música. A música de Prokofiev agora era vista como um exemplo do formalismo, um perigo para o povo soviético. Em 20 de fevereiro, sua esposa Lina foi presa por espionagem, ao tentar enviar dinheiro para sua mãe na Catalunha. Nesse mesmo ano, Prokofiev deixa a família por Mira. Lina foi sentenciada a vinte anos, mas foi solta após a morte de Stalin em 1953, deixando a União Soviética.
Seus últimos projetos de ópera foram rapidamente cancelados pelo Teatro Kirov, o que, em combinação com sua saúde cada vez pior, causou a queda cada vez maior da atividade musical do compositor. Seus médicos ordenaram a limitação de suas atividades, fazendo com que ele reservasse somente um ou duas horas diárias à composição. Sua última apresentação pública foi a estreia da sétima sinfonia em 1952, cuja música foi escrita para um programa de televisão infantil. A obra recebeu o prêmio Estaline em 1947.
Igor Stravinsky o caracterizou como o maior compositor russo de sua época, além do próprio Stravinsky.
Aos 61 anos, Prokofiev morreu em 5 de março de 1953, no mesmo dia que Stalin. Ele viveu próximo à Praça Vermelha, e por três dias, a multidão que se despedia de Stalin impossibilitou a retirada do corpo de Prokofiev para o serviço funerário. No funeral, não havia flores nem músicos, todos reservados ao funeral do líder soviético. Sua morte é frequentemente atribuída a uma hemorragia cerebral, mas é sabido que ele já estava muito doente pelos últimos oito anos de sua vida. Ele havia apenas iniciado os ensaios para o seu bailado A Flor de Pedra, que foi levado à cena no ano seguinte.
Com Lina Llubera teve dois filhos, Sviatoslav e Oleg.

## Trabalhos
Segue abaixo alguns dos principais trabalhos de Sergei Prokofiev.

### Óperas
- Maddalena (1911)
- O Jogador (1917)
- O Amor das Três Laranjas (1921)
- O Anjo de Fogo (1923)
- Semyon Kotko (1940)
- Noivado em um Convento (1940)
- Guerra e Paz (1943)
- História de um Homem de Verdade (1948)

### Trilhas sonoras
- O Tenente Kijé (1933)
- Alexander Nevsky (1938)
- Ivan, o Terrível (1945)

### Concertos
- Concerto para Piano nº 1 (1911)
- Concerto para Piano nº 2 (1913)
- Concerto para Piano nº 3 (1917)
- Concerto para Piano nº 4 (1931)
- Concerto para Piano nº 5 (1932)

### Sinfonias
- Sinfonia nº 1 (Sinfonia Clássica), ré maior (1916)
- Sinfonia nº 2, ré menor (1925)
- Sinfonia nº 3, dó menor (1928)
- Sinfonia nº 4, dó maior (1930)
- Sinfonia nº 5, si bemol menor (1944)
- Sinfonia nº 6, mi bemol maior (1947)
- Sinfonia nº 7, dó sustenido menor (1952)

### Balés
- Chout (O Bufão) (1921)
- Les Pas d'Acier (1927)
- O Filho Prodígio (1929)
- Sur le Borysthène (1932)
- Romeu e Julieta (1936)
- Cinderela (1945)
- A Flor de Pedra (1954)

### Outras composições
- Pedro e o Lobo (1936)